# Ammoniumsulfidgruppe
Als Ammoniumsulfid-Gruppe [(NH4)2S - Gruppe] bezeichnet man eine Gruppe von Elementen, deren Salze mit Schwefelwasserstoff-Lösung in Gegenwart von Ammoniak schwerlösliche Sulfide und Hydroxide bilden. Die schon bei geringer Sulfidkonzentration im Sauren ausfallenden Sulfide wurden zuvor als Schwefelwasserstoffgruppe abgetrennt.
Im Filtrat der Schwefelwasserstoffgruppe fallen bei Zugabe von Ammoniakwasser und Ammoniumsulfidlösung folgende Kationen aus (hier mit den Elementsymbolen angegeben):
- Co und Ni (als CoS und NiS),
- Mn, Zn und Fe (als MnS, ZnS und FeS; Letzteres in Form zwei- und dreifach geladener Kationen, wobei jedoch wegen der reduzierenden Wirkung von Sulfid nur Eisen(II)-sulfid ausfällt) und
- Cr und Al (fallen als Hydroxide aus, da die Element(III)-sulfide hydrolysieren würden).

Die Sulfidfällung im basischen Bereich (idealerweise mit Ammoniak/Ammoniumchlorid-Pufferlösung bei pH-Werten um 8 bis 9) dient im Kationentrennungsgang der qualitativen Analyse (in der Anorganischen Chemie) zur Abtrennung und zum Nachweis Schwermetallkationen Co(II), Ni(II), Mn(II), Zn(II), Fe(II,III) sowie Al(III) und Cr(III). Im Filtrat befinden sich danach die Kationen der Ammoniumcarbonat-Gruppe sowie die Lösliche Gruppe.

## Gruppentrennung
Der Ausfällung der Ammoniumsulfidgruppe folgt eine Trennung der Kationen voneinander, um sie anschließend ungestört mit Hilfe von Nachweisreaktionen auffinden zu können.
Man kann diese Gruppe alternativ auch weiter unterteilen in Urotropin- und Ammoniumsulfid-Gruppe (im engeren Sinne). Hierzu wird das Filtrat der Schwefelwasserstoffgruppe zunächst mit Urotropin (=Hexamethylentetramin) gekocht, sodass Hydroxide ausfallen (pH 5–6).

### Urotropin-Gruppe
Zur Urotropin-Gruppe gehören:
- Fe2+/3+, nachweisbar mit rotem bzw. gelbem Blutlaugensalz (gelbes Blutlaugensalz für Fe3+, rotes Blutlaugensalz für Fe2+) als Berliner Blau oder mit Ammoniumthiocyanatlösung (Fe3+, dazu Fe2+ mit H2O2 oxidieren) als roter Komplex, der in Ether bzw. Amylalkohol ausschüttelbar ist,
- Ti2+/4+, nachweisbar als gelbes Titanylkation mit Wasserstoffperoxid in essigsaurer Lösung
- La3+,
- Al3+, nachweisbar als Thénards Blau oder als fluoreszierender Farblack mit Morin, sowie
- Cr3+/6+, nachweisbar durch Oxidation/Überführung zum gelben Chromat.

Es fallen deren Hydroxide aus.

### Ammoniumsulfid-Gruppe im engeren Sinne
Zur Ammoniumsulfid-Gruppe [(NH4)2S] im engeren Sinne gehören dann:
- Ni2+, nachweisbar mit Dimethylglyoximlösung im Ammoniakalischen als himbeerroter Komplex [Ni(dmg)2],
- Co2+, als Komplex nachweisbar mit festem Thiocyanat und Pentanol oder als blauer Komplex mit [Hg(SCN)4]2−-Lösung und
- Mn2+, nachweisbar mit Blei(IV)-oxid und Salpetersäure oder Natriumperoxodisulfat in essigsaurer Lösung, die das Mangan zum violetten Permanganat oxidieren,
- Zn2+, nachweisbar als weißes Zinksulfid oder mit Cobaltnitrat als Rinmans Grün,
- VO43−, nachweisbar mit Wasserstoffperoxid im Sauren als rötlich-braunes Peroxovanadium [V(O2)]3+ bzw. gelbliche Peroxovanadiumsäure H3[VO2(O2)2], sowie
- W3+.